# Pasajul Băneasa
Pasajul Băneasa din București este un pasaj rutier subteran cu două benzi de circulație pe sens, construit în cadrul proiectului „Fluidizarea traficului pe DN 1, între km 8+100 și km 17+100 și centura rutieră în zona de nord a Municipiului București”.
Pasajul a fost proiectat sa aibă o lungime de 870 de metri, din care zona subterană (tunelul) să aibă 72 de metri lungime, la o lățime a tunelului de 16 metri și o înălțime maximă de 10 metri. În final lungimea pasajului a ajuns la 1.259 de metri. El începe după intersecția DN1 cu Bulevardul Elena Văcărescu și Strada Dobrogeanu Gherea și se sfârșește după intrarea de la Aeroportul Băneasa. Deasupra pasajului se află intersecția Drumului Național 1 cu bulevardul Aerogării și bulevardul Ion Ionescu de la Brad.
Lucrările la pasajul Băneasa au fost realizate de firma portugheză Lena, contractul fiind încheiat pe un an, respectiv mai 2008-mai 2009, dar pasajul a fost dat în folosință abia la 27 noiembrie 2009. Unul dintre motivele pentru care această lucrare a întârziat atât a fost impunerea realizării și a două bazine de retenție a apelor pluviale, pentru a rezolva problema canalizării din Capitală pe timp de ploaie. Aceasta a implicat realizarea unor conducte cu diametrul de 2,4 metri și cu o lungime de 250 de metri, amplasate la baza infrastructurii pasajului inferior.